# DAF (azienda)

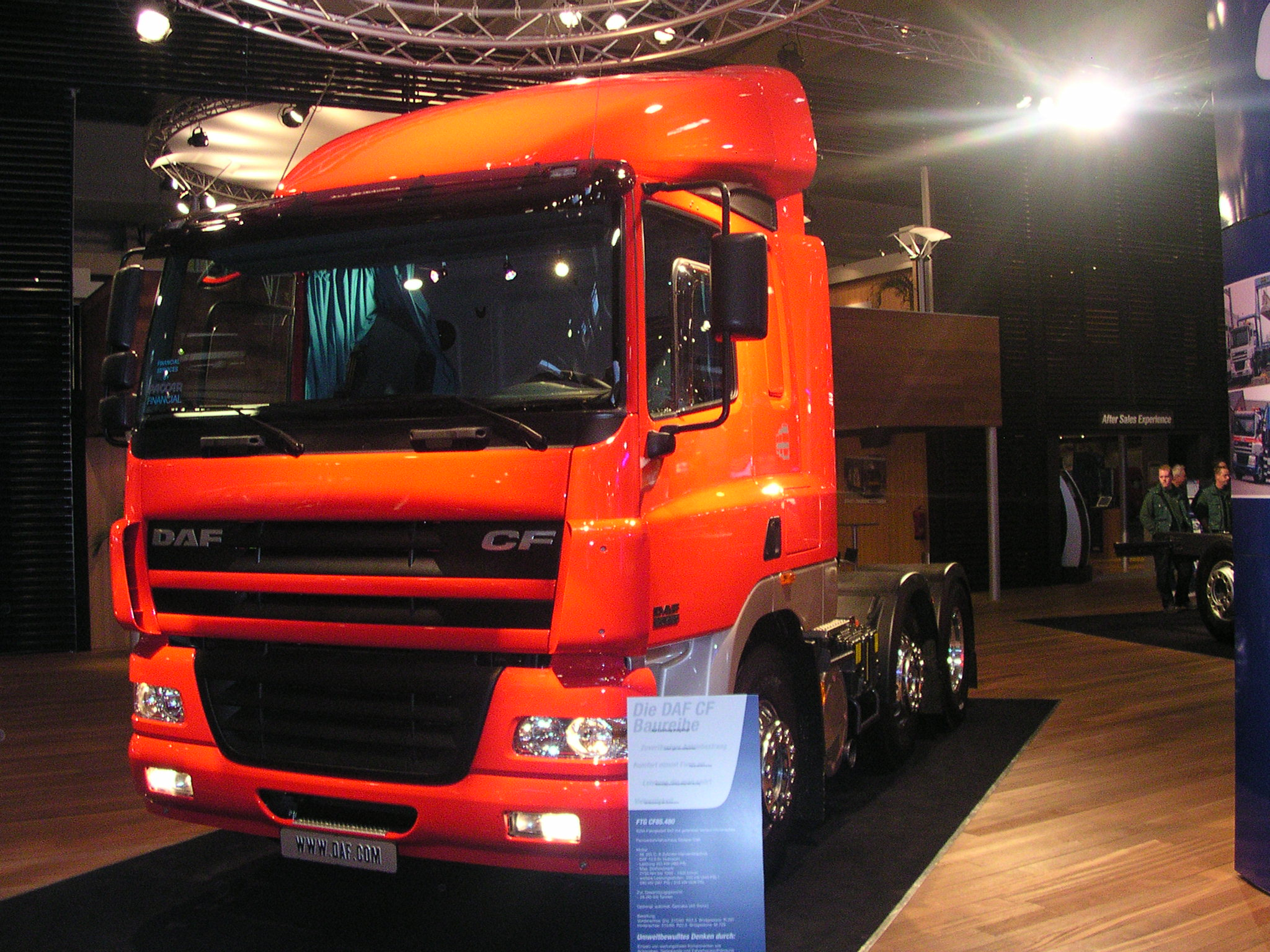
Il DAF CF 85

DAF è una casa produttrice di camion e di autovetture (la cui produzione è interrotta), con sede ed impianti produttivi a Eindhoven (Paesi Bassi), fondata nel 1928. Tra le sue attività vi è anche la fabbricazione di veicoli militari.
La denominazione DAF dal 1932 è l'acronimo di Van Doornes Automobilfabrieken.

## La nascita della DAF
Il 1º aprile 1928 Hub Van Doorne fondò una piccola impresa di ingegneria denominata "Hub van Doorne, Machinefabriek en Reparatie-inrichting".
Insieme a suo fratello Wim, fondò quella che sarebbe poi stata una grande azienda soprattutto nella fabbricazione di veicoli da trasporto.
Hub Van Doorne, nato a Horst aan de Maas nel Limburgo (Paesi Bassi) il 1º gennaio 1900, era il figlio più anziano di una famiglia di fabbri; nel 1920 mentre lavorava come caporeparto nella fabbrica di Eindhoven di Sied Mandigers, incontrò Huenges, proprietario di una distilleria e di una fabbrica di ghiaccio, che possedeva una Stearns-Knight con una valvola guasta, e  Van Doorne gliela aggiustò. Impressionato, gli propose di mettersi in affari, per dare vita ad un'idea che da tempo stava cercando di sviluppare. Da questo accordo prese vita la DAF.
La nuova attività cominciò con quattro impiegati in un piccolo negozio all'angolo della distilleria.
Le prime attività erano mirate all'ingegneria, alla saldatura e alla forgiatura, indirizzate soprattutto alle barche ancorate al canale di Eindhoven.
Nel giro di un anno vi furono 32 persone sul libro paga.
La grande depressione degli anni trenta obbligò la compagnia, ora gestita anche dal fratello di Hub, Wim, a cercare nuove occasioni. Si decise di cominciare a costruire rimorchi e semirimorchi.

## La DAF veicoli industriali

### I primi anni
Nel 1933, quando il sistema di saldatura moderno stava propagandosi vistosamente in Europa, Van Doorne, insieme al suo collaboratore Baghuis, decise di creare una motrice stradale con annesso semirimorchio interamente saldato ad essa. Il risultato fu una semi-motrice dal peso-piuma, per chiunque volesse spostare merci.
Nel 1936 l'azienda cambiò denominazione: Van Doorne's AanhangwagenFabriek, DAF.
Un'altra invenzione fu proposta in forma vincente, ovvero lo scarrabile DAF, un piccolo trattore con una ralla, capace di trasportare container ferroviari.
Il trattore era lungo circa 3 metri e pesava all'incirca 3,5 tonnellate.
Con questa invenzione i container ferroviari erano facilmente caricati e scaricati, e, cosa più importante, potevano, una volta raggiunto il capolinea, essere trasportati direttamente al destinatario in tempi brevissimi.
Questo di fatto permise a DAF di essere uno dei primi costruttori di container stradali del mondo.
Nel 1935 la compagnia contava circa cento dipendenti, numero che sarebbe stato destinato a triplicarsi nei successivi cinque anni.
Durante la seconda guerra mondiale DAF cercò di gestirsi al meglio per i tetri periodi che sarebbero venuti.
Il design e la produzione ingegneristica di un nuovo modello erano pronti, ma cosa più importante, erano stati costruiti tre prototipi del nuovo trattore che era il primo e vero camion.
Negli anni della ricostruzione post-bellica, nei Paesi Bassi, come in tutta Europa, vi era un'altissima richiesta di mezzi di trasporto.
La produzione in serie di trattori e autotelai era cominciata e il dipartimento di produzione prendeva sempre più seriamente l'idea di creare anche automobili.
Per incrementare la produzione dei telai dei trattori stradali, la prima cosa da fare fu quella di incrementare lo spazio di produzione: fu così che venne deciso di costruire una fabbrica a Geldropseweg, dove ancora oggi sorgono le industrie DAF.

### Il dopoguerra
Nel settembre del 1949, DAF costruì il primo veicolo commerciale.
La linea prevedeva tre modelli: il 3 tonnellate A30, il 5 tonnellate A50 e il 6 tonnellate A60. I modelli montavano motori Diesel Hercules e Perkins.
I telai, i freni e i cerchioni vennero prodotti in casa.
Per garantire una qualità maggiore dei motori, la DAF decise nel 1956 di produrli all'interno della fabbrica stessa, evitando la fornitura da parte di terzi.
Il reparto propulsori aprì di fatto nel 1957 e costruì motori British Leyland sotto licenza della stessa azienda, sviluppandone ben presto la propria versione.
Di fatto DAF fu uno dei primi costruttori di veicoli pesanti a installare un motore turbodiesel su un camion.
Oltre ai motori, anche le cabine ben presto diventarono di produzione DAF: nel 1957 l'azienda produsse la prima cabina in casa, caratterizzata da sette strisce di metallo cromato sul muso.
Nel maggio del 1955 l'azienda registrava una produzione di 10.000 telai, un numero altissimo per l'epoca, e prima delle ferie estive di quell'anno, Van Doorne comunicò ai propri dipendenti che aveva ricevuto la richiesta di una fornitura di 3.600 veicoli da parte dell'esercito olandese e che i lavori per un ennesimo ingrandimento erano già cominciati.
Nel 1957 l'azienda introdusse una nuova serie di mezzi pesanti, la gamma 2000, pensata per coprire precisi segmenti di mercato.
Un anno dopo, DAF decise di cominciare a produrre in casa anche gli assali, fino a quel momento compito di case esterne, e fu così che sorse la fabbrica di Oevel, piccolo paese situato vicino a Westerlo in Belgio.
Nel 1962 DAF presentò la linea "Eurotrailer", una motrice con il corpo totalmente realizzato in alluminio.
Le innovazioni non si fermarono: destinato per il trasporto a medio-lungo raggio, realizzò la prima cabina con annesso un piccolo letto, la serie "Sleeper", tuttora esistente.
Questo mezzo, unico nel genere, venne battezzato DAF 2600, e in seguito ribattezzato dalla stampa specialistica come "la madre del trasporto internazionale su strada". Con questo veicolo DAF venne reputata, nella seconda metà degli anni sessanta, il leader indiscusso dei costruttori di mezzi pesanti a lungo raggio.
Nel luglio del 1964 ben 50.000 telai vennero prodotti e uscirono dalla catena di montaggio.
Nel 1965 il fondatore dell'azienda Hub Van Doorne si ritirò dalla sua carica.
Nel 1970 DAF introdusse una nuova generazione di cabine ribaltabili: l'F1600 e l'F2200.
Questo tipo di cabina, usato tuttora nei mezzi pesanti, si "alza" staccandosi dagli assali e dal telaio ruotando in avanti verso il muso del veicolo, dando così la possibilità di accedere al motore e alle parti meccaniche, contenendo così i tempi di manutenzione e migliorando la capacità d'intervento.
Tre anni dopo, una versione di 30 cm più larga venne posta sopra il nuovo 2800, dando un enorme successo all'azienda e diventando la versione più venduta della storia aziendale.
Con due letti in cabina e un motore DAF da 11,6 litri, il 2800 fu un degno sostituto del precedente 2600.
DAF fu il primo costruttore del mondo a dotare i propri mezzi di un propulsore turbodiesel con raffreddamento intermedio dell'aria compressa (intercooler), con il risultato che i motori erano in grado di erogare e gestire più potenza e coppia con minore consumo di carburante.
Nel 1975 DAF costruì due nuovi mezzi per il trasporto di distribuzione: l'F700 e l'F900.
L'internazionalizzazione del trasporto su strada creò una crescente richiesta fuori dai confini olandesi.
Per questo motivo, all'inizio degli anni settanta, DAF formò l'ITS, il suo servizio di assistenza internazionale.
Alla metà degli anni ottanta iniziò una stretta collaborazione con British Leyland.
Nel 1987, in seguito alla crescita esponenziale dell'azienda, rafforzata oltremodo con i servizi che DAF prestava per British Leyland, quest'ultima venne definitivamente acquistata dalla casa di Eindhoven.
Il successo di DAF si sviluppò ulteriormente nel segmento del trasporto pesante e super-pesante con i modelli 3300 e 3600, ed ebbe maggiore impeto quando nello stesso anno il DAF 95 venne introdotto nel mercato.
La cabina di questo veicolo venne realizzata in collaborazione con la spagnola Enasa.
Come i suoi predecessori, il 2800, il 3300 ed il 3600, anche il 95 fu prodotto con una spaziosissima cabina "Space Cab", una due letti con un'altezza di 3900 mm.
Nel 1988 il 95 si aggiudica il titolo di Camion dell'Anno, il primo della storia della casa olandese.

### La DAF Trucks N.V.
Negli anni novanta il mercato dei mezzi commerciali collassò, in particolare in Gran Bretagna, paese da cui DAF dipendeva in maniera pesante.
Fu dimostrato che mantenere a galla la compagnia sarebbe stata una cosa impossibile. Nel tempo il mercato peggiorò ulteriormente e nacque la DAF Trucks N.V.

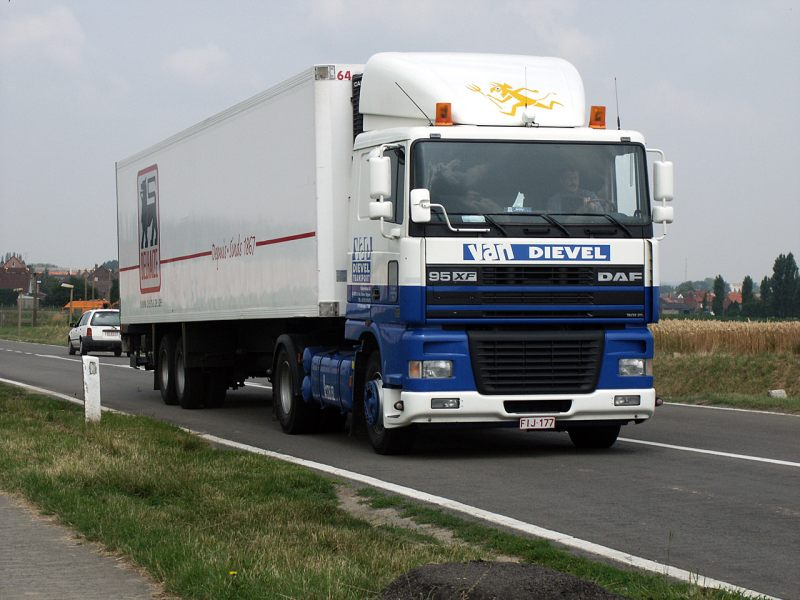
Un DAF XF95

Nel 1994 con l'intento di concepire qualcosa di nuovo nell'ambito del comfort e della vivibilità, DAF creò la cabina SuperSpaceCab sul suo modello di maggior successo, il DAF95, che arriva alla fatidica soglia dei 500 CV con il 95 500, motorizzato Cummins.
Nel 1996 l'azienda statunitense Paccar acquistò le azioni DAF, in un periodo di grave crisi economica.
La nuova proprietaria è uno dei maggiori costruttori di mezzi pesanti del mondo e possiede altri illustri marchi del settore come Kenworth e Peterbilt, entrambi statunitensi.
Gli attuali motori sui veicoli DAF sono di fabbricazione europea.
Nel 1997 la DAF presentò la sua nuova creazione, ovvero l'XF95, una giuria internazionale lo promosse il 95XF come "camion dell'anno 1998".
Anche la serie CF fu rivista e ringiovanita, e il 6 maggio 1999 la DAF comunicò di avere già consegnato 500.000 telai di quel modello.
Nel 2001 venne creata la serie CF adibita anche al trasporto medio-pesante, e con l'arrivo della serie LF, cercò di entrare anche a far parte del segmento del trasporto leggero oltre le 3,5 tonnellate.
DAF riuscì nell'intento, nel 2002 l'LF fu votato come "Camion dell'anno 2002". DAF presentò la nuova bandiera, la nuova ammiraglia del gruppo, il modello XF.
Nel 2003 DAF ha un incremento di penetrazione del 13% e i suoi mezzi sono in fortissima ascesa nei paesi dell'Europa orientale.
Oltre ai grandi successi, nel 2007 la serie XF con il modello XF105 diventa il "Camion dell'anno 2007", mentre nel 2012 il CF85 si è aggiudicato per l'undicesima volta il prestigioso riconoscimento di "Fleet Truck of the Year" (Camion dell'anno per le flotte).
Secondo la rivista specializzata Tuttotrasporti la DAF deve il suo successo all'equilibrio tra qualità e prezzo. Nel 2017 vengono lanciati i nuovi modelli XF/CF che vincono il Truck of the Year 2018.

## La DAF autoveicoli
Nel 1958 in occasione del salone dell'automobile (RAI), DAF lanciò la sua prima auto prodotta in casa, la DAF 600 che vantava di un rivoluzionario cambio automatico chiamato "Variomatic". La frizione automatica e le piccole dimensioni delle auto resero guidabili le DAF da molte persone con problemi di mobilità e handicap fisici.
In seguito vennero create le varianti DAF 33, 44, 55 e 66.
Nel 1972 Volvo acquisì il pacchetto di maggioranza delle azioni DAF, diventando di fatto proprietaria dell'azienda.
La divisione automobili di DAF cessò quindi di esistere e terminò la produzione con 767.383 veicoli venduti in tutta la storia dell'azienda.